# Alberto Medina
Alberto Medina Briseño (Culiacán, Sinaloa, 29 de mayo de 1983), más conocido como El Venado Medina, es un exfutbolista mexicano que jugaba como delantero y su último equipo fue Chiapas F.C.

## Trayectoria
Club Deportivo Guadalajara
Sus inicios fueron en las fuerzas básicas en 1996 del Club Deportivo Guadalajara.
Debutó el 20 de agosto de 2000 contra el León como delantero.
Alberto Medina recibió ofertas europeas.
Fue entrevistado por el programa Los Líderes del Rebaño y confeso que después del torneo Esperanzas de Toulon, Ruggeri se lo quiso llevar al Lens de Francia, pero el dueño de Chivas le dijo que le faltaba experiencia y no lo dejó salir. En ese mismo torneo en Francia jugó Cristiano Ronaldo y terminó por cerrar su pase de Lisboa a Mánchester.
En agosto del 2009 fue enviado a la segunda división por problemas graves con el técnico Paco Ramírez.
Pachuca Club de Fútbol
En el Draft del verano de 2012, Alberto Medina fue comprado por el Club de Fútbol Pachuca dirigido por el técnico mexicano Hugo Sánchez. El contrato se dio como compra definitiva de la carta del jugador por 5 años.
Puebla F.C.
Para el mes de noviembre, el Club Pachuca confirmaba que Alberto Medina, junto a Félix Borja, pasarían a jugar al Puebla Fútbol Club a partir del torneo Clausura 2013.
Chiapas F.C.
El 4 de junio de 2014, pasa a Chiapas a Préstamo.
Alebrijes de Oaxaca
Tras 3 fracasos en Pachuca, Puebla y Chiapas, y casi sin tener minutos de juegos, fue mandado a Préstamo con los Alebrijes de Oaxaca jugando en el Ascenso MX.
Coras de Tepic
Para el Apertura 2016, sin minutos en Alebrijes fue mandado en calidad de Préstamo por 1 año al Coras de Tepic con opción a compra.

### Clubes
| Club                | País          | Año           | Partidos | Goles |
| ------------------- | ------------- | ------------- | -------- | ----- |
| C.D. Guadalajara    | México        | 2000 - 2012   | 410      | 63    |
| Pachuca C.F.        | México        | 2012          | 13       | 2     |
| Puebla F.C.         | México        | 2013 - 2014   | 41       | 2     |
| Chiapas F.C.        | México        | 2014 - 2015   | 14       | 0     |
| Alebrijes de Oaxaca | México        | 2015 - 2016   | 31       | 1     |
| Deportivo Tepic     | México        | 2016 - 2017   | 23       | 2     |
| Total carrera       | Total carrera | Total carrera | 522      | 70    |

## Estadísticas

### Clubes
La siguiente tabla detalla los encuentros disputados y los goles marcados en los clubes en los que ha militado.
| C.D. Guadalajara · México |               |               |     |    |    |    |    |     |     |    |
| 1.ª | 2000-01       | 1             | 0   | -  | -  | 3  | 0  | 4   | 0   |    |
| 1.ª | 2001-02       | 18            | 3   | -  | -  | 5  | 0  | 23  | 3   |    |
| 1.ª | 2002-03       | 31            | 3   | -  | -  | -  | -  | 31  | 3   |    |
| 1.ª | 2003-04       | 27            | 7   | 3  | 0  | -  | -  | 30  | 7   |    |
| 1.ª | 2004-05       | 33            | 8   | 4  | 0  | 10 | 2  | 47  | 10  |    |
| 1.ª | 2005-06       | 32            | 2   | 4  | 0  | 12 | 3  | 45  | 5   |    |
| 1.ª | 2006-07       | 40            | 11  | -  | -  | 6  | 0  | 46  | 11  |    |
| 1.ª | 2007-08       | 33            | 5   | -  | -  | 10 | 0  | 43  | 5   |    |
| 1.ª | 2008-09       | 33            | 5   | 4  | 1  | 10 | 2  | 47  | 8   |    |
| 1.ª | 2009-10       | 22            | 5   | -  | -  | 5  | 1  | 27  | 6   |    |
| 1.ª | 2010-11       | 31            | 2   | -  | -  | 1  | 0  | 32  | 2   |    |
| 1.ª | 2011-12       | 30            | 3   | -  | -  | 2  | 0  | 32  | 3   |    |
| Total club | Total club    | 331           | 54  | 15 | 1  | 64 | 8  | 410 | 63  |    |
| Pachuca C.F. · México |               |               |     |    |    |    |    |     |     |    |
| 1.ª | 2012          | 6             | 0   | 7  | 2  | -  | -  | 13  | 2   |    |
| Total club | Total club    | 6             | 0   | 7  | 2  | -  | -  | 13  | 2   |    |
| Puebla F.C. · México |               |               |     |    |    |    |    |     |     |    |
| 1.ª | 2013          | 14            | 0   | 7  | 1  | -  | -  | 21  | 1   |    |
| 1.ª | 2013-14       | 17            | 1   | 3  | 0  | -  | -  | 20  | 1   |    |
| Total club | Total club    | 31            | 1   | 10 | 1  | -  | -  | 41  | 2   |    |
| Chiapas F.C. · México |               |               |     |    |    |    |    |     |     |    |
| 1.ª | 2014-15       | 4             | 0   | 10 | 0  | -  | -  | 14  | 0   |    |
| Total club | Total club    | 4             | 0   | 10 | 0  | -  | -  | 14  | 0   |    |
| Alebrijes de Oaxaca · México |               |               |     |    |    |    |    |     |     |    |
| 2ª | 2015-16       | 25            | 1   | 6  | 0  | -  | -  | 31  | 1   |    |
| Total club | Total club    | 25            | 1   | 6  | 0  | -  | -  | 31  | 1   |    |
| Deportivo Tepic · México |               |               |     |    |    |    |    |     |     |    |
| 2ª | 2016-17       | 23            | 2   | -  | -  | -  | -  | 23  | 2   |    |
| Total club | Total club    | 23            | 2   | -  | -  | -  | -  | 23  | 2   |    |
| Total carrera | Total carrera | Total carrera | 420 | 58 | 38 | 4  | 64 | 8   | 522 | 70 |
| (1)Incluye datos de la Copa México e InterLiga (2004, 2005, 2006 y 2009). (2)Incluye datos de la Copa Merconorte (2000 y 2001), Copa de Gigantes de la Concacaf (2001), Copa Campeones CONCACAF (2007), SuperLiga (2008), Copa Libertadores (2005, 2006, 2009, 2010 y 2012) y Copa Sudamericana (2007 y 2008). |               |               |     |    |    |    |    |     |     |    |

## Selección nacional
Fue convocado con la selección nacional para un amistoso en 2003 contra Brasil.
En 2009 fue convocado por Javier Aguirre para disputar la Copa Oro y algunas eliminatorias mundialistas rumbo a Sudáfrica 2010.
Estuvo en todos los partidos amistosos rumbo a Sudáfrica 2010 y en la pretemporada en Ávandaro.
En mayo del 2010 estuvo en la lista Final de 23 jugadores sin embargo no fue seleccionado por el técnico nacional para jugar en el Mundial.

### Participaciones en fases finales
| Competición                    | Categoría | Sede           | Resultado        | Partidos | Goles |
| ------------------------------ | --------- | -------------- | ---------------- | -------- | ----- |
| Copa FIFA Confederaciones 2005 | Absoluta  | Alemania       | Cuarto lugar     | 4        | 0     |
| Copa Oro CONCACAF 2005         | Absoluta  | Estados Unidos | Cuartos de final | 4        | 1     |
| Copa Oro CONCACAF 2007         | Absoluta  | Estados Unidos | Subcampeón       | 5        | 0     |
| Copa América 2007              | Absoluta  | Venezuela      | Tercer lugar     | 2        | 0     |
| Copa Oro CONCACAF 2009         | Absoluta  | Estados Unidos | Campeón          | 6        | 0     |
| Copa Mundial FIFA 2010         | Absoluta  | Sudáfrica      | Octavos de final | 0        | 0     |
| Total                          | –         | –              | –                | 21       | 1     |

### Partidos internacionales
| Partidos internacionales | Partidos internacionales | Partidos internacionales                                      | Partidos internacionales | Partidos internacionales | Partidos internacionales                  | Partidos internacionales |
| #                        | Fecha                    | Venue                                                         | Oponente                 | Resultado                | Competición                               |                          |
| ------------------------ | ------------------------ | ------------------------------------------------------------- | ------------------------ | ------------------------ | ----------------------------------------- | ------------------------ |
| 1.                       | 30 de abril de 2003      | Estadio Jalisco, Guadalajara, México                          | Brasil                   | 0–0                      | Amistoso                                  |                          |
| 2.                       | 8 de mayo de 2003        | Reliant Stadium, Houston, Estados Unidos                      | Estados Unidos           | 0–0                      | Amistoso                                  |                          |
| 3.                       | 10 de noviembre de 2004  | Alamodome, San Antonio, Estados Unidos                        | Guatemala                | 2–0                      | Amistoso                                  |                          |
| 4.                       | 13 de noviembre de 2004  | Miami, Estados Unidos                                         | San Cristóbal y Nieves   | 5–0                      | Clasificación para la Copa del Mundo 2006 |                          |
| 5.                       | 17 de noviembre de 2004  | Monterrey, México                                             | San Cristóbal y Nieves   | 8–0                      | Clasificación para la Copa del Mundo 2006 |                          |
| 6.                       | 26 de enero de 2005      | Qualcomm Stadium, San Diego, Estados Unidos                   | Suecia                   | 0–0                      | Amistoso                                  |                          |
| 7.                       | 9 de febrero de 2005     | Estadio Ricardo Saprissa, San José, Costa Rica                | Costa Rica               | 2–1                      | Clasificación para la Copa del Mundo 2006 |                          |
| 8.                       | 23 de febrero de 2005    | Estadio Carlos González, Culiacán, México                     | Colombia                 | 1–1                      | Amistoso                                  |                          |
| 9.                       | 27 de marzo de 2005      | Estadio Azteca, Ciudad de México, México                      | Estados Unidos           | 2–1                      | Clasificación para la Copa del Mundo 2006 |                          |
| 10.                      | 30 de marzo de 2005      | Estadio Rommel Fernández, Ciudad de Panamá, Panamá            | Panamá                   | 1–1                      | Clasificación para la Copa del Mundo 2006 |                          |
| 11.                      | 27 de abril de 2005      | Chicago, Estados Unidos                                       | Polonia                  | 1–1                      | Amistoso                                  |                          |
| 12.                      | 8 de junio de 2005       | Estadio Azteca, Ciudad de México, México                      | Trinidad y Tobago        | 2–0                      | Clasificación para la Copa del Mundo 2006 |                          |
| 13.                      | 19 de junio de 2005      | AWD-Arena, Hanover, Alemania                                  | Brasil                   | 1–0                      | Copa FIFA Confederaciones 2005            |                          |
| 14.                      | 22 de junio de 2005      | Waldstadion, Frankfurt, Alemania                              | Grecia                   | 0–0                      | Copa FIFA Confederaciones 2005            |                          |
| 15.                      | 26 de junio de 2005      | AWD-Arena, Hanover, Alemania                                  | Argentina                | 5–6 (pens.)              | Copa FIFA Confederaciones 2005            |                          |
| 16.                      | 29 de junio de 2005      | Zentralstadion, Leipzig, Alemania                             | Alemania                 | 3–4 (a.e.t.)             | Copa FIFA Confederaciones                 |                          |
| 17.                      | 8 de julio de 2005       | The Home Depot Center, Carson, Estados Unidos                 | Sudáfrica                | 1–2                      | Copa Oro CONCACAF 2005                    |                          |
| 18.                      | 10 de julio de 2005      | Los Angeles Memorial Coliseum, Los Ángeles, Estados Unidos    | Guatemala                | 4–0                      | Copa Oro CONCACAF 2005                    |                          |
| 19.                      | 13 de julio de 2005      | Reliant Stadium, Houston, Estados Unidos                      | Jamaica                  | 1–0                      | Copa Oro CONCACAF 2005                    |                          |
| 20.                      | 17 de julio de 2005      | Reliant Stadium, Houston, Estados Unidos                      | Colombia                 | 1–2                      | Copa Oro CONCACAF 2005                    |                          |
| 21.                      | 3 de septiembre de 2005  | Columbus Crew Stadium, Columbus, Estados Unidos               | Estados Unidos           | 0–2                      | Clasificación para la Copa del Mundo 2006 |                          |
| 22.                      | 7 de septiembre de 2005  | Estadio Azteca, Ciudad de México, México                      | Panamá                   | 5–0                      | Clasificación para la Copa del Mundo 2006 |                          |
| 23.                      | 12 de octubre de 2005    | Puerto España, Trinidad y Tobago                              | Trinidad y Tobago        | 1–2                      | Clasificación para la Copa del Mundo 2006 |                          |
| 24.                      | 14 de diciembre de 2005  | Phoenix, Estados Unidos                                       | Hungría                  | 2–0                      | Amistoso                                  |                          |
| 25.                      | 29 de marzo de 2006      | Soldier Field, Chicago, Estados Unidos                        | Paraguay                 | 2–1                      | Amistoso                                  |                          |
| 26.                      | 7 de febrero de 2007     | University of Phoenix Stadium, Glendale, Estados Unidos       | Estados Unidos           | 0–2                      | Amistoso                                  |                          |
| 27.                      | 25 de marzo de 2007      | Estadio Universitario, San Nicolás, México                    | Paraguay                 | 2–1                      | Amistoso                                  |                          |
| 28.                      | 28 de marzo de 2007      | McAfee Coliseum, Oakland, Estados Unidos                      | Ecuador                  | 4–2                      | Amistoso                                  |                          |
| 29.                      | 5 de junio de 2007       | Estadio Azteca, México City, México                           | Paraguay                 | 0–1                      | Amistoso                                  |                          |
| 30.                      | 10 de junio de 2007      | Giants Stadium, East Rutherford, Estados Unidos               | Honduras                 | 1–2                      | Copa Oro CONCACAF 2007                    |                          |
| 31.                      | 13 de junio de 2007      | Reliant Stadium, Houston, Estados Unidos                      | Panamá                   | 1–0                      | Copa Oro CONCACAF 2007                    |                          |
| 32.                      | 17 de junio de 2007      | Reliant Stadium, Houston, Estados Unidos                      | Costa Rica               | 1–0                      | Copa Oro CONCACAF 2007                    |                          |
| 33.                      | 21 de junio de 2007      | Soldier Field, Chicago, Estados Unidos                        | Guadalupe                | 1–0                      | Copa Oro CONCACAF 2007                    |                          |
| 34.                      | 24 de junio de 2007      | Soldier Field, Chicago, United States                         | Estados Unidos           | 1–2                      | 2007 CONCACAF Gold Cup                    |                          |
| 35.                      | 4 de julio de 2007       | Puerto La Cruz, Venezuela                                     | Chile                    | 0–0                      | Copa América 2007                         |                          |
| 36.                      | 11 de julio de 2007      | Polideportivo Cachamay, Puerto Ordaz, Venezuela               | Argentina                | 0–3                      | Copa América 2007                         |                          |
| 37.                      | 28 de enero de 2009      | Oakland–Alameda County Coliseum, Oakland, Estados Unidos      | Suecia                   | 0–1                      | Amistoso                                  |                          |
| 38.                      | 11 de febrero de 2009    | Columbus Crew Stadium, Columbus, Estados Unidos               | Estados Unidos           | 0–2                      | Clasificación para la Copa del Mundo 2010 |                          |
| 39.                      | 6 de junio de 2009       | Estadio Cuscatlán, San Salvador, El Salvador                  | El Salvador              | 1-2                      | Clasificación para la Copa del Mundo 2010 |                          |
| 40.                      | 10 de junio de 2009      | Estadio Azteca, Ciudad de México, México                      | Trinidad y Tobago        | 2–1                      | Clasificación para la Copa del Mundo 2010 |                          |
| 41.                      | 28 de junio de 2009      | Qualcomm Stadium, San Diego, Estados Unidos                   | Guatemala                | 0–0                      | Amistoso                                  |                          |
| 42.                      | 5 de julio de 2009       | Oakland–Alameda County Coliseum, Oakland, Estados Unidos      | Nicaragua                | 2–0                      | Copa Oro CONCACAF 2009                    |                          |
| 43.                      | 9 de julio de 2009       | Reliant Stadium, Houston, Estados Unidos                      | Panamá                   | 1–1                      | Copa Oro CONCACAF 2009                    |                          |
| 44.                      | 12 de julio de 2009      | University of Phoenix Stadium, Glendale, Estados Unidos       | Guadalupe                | 2–0                      | Copa Oro CONCACAF 2009                    |                          |
| 45.                      | 19 de julio de 2009      | Cowboys Stadium, Arlington, Estados Unidos                    | Haití                    | 4–0                      | Copa Oro CONCACAF 2009                    |                          |
| 46.                      | 23 de julio de 2009      | Soldier Field, Chicago, Estados Unidos                        | Costa Rica               | 1–1                      | 5–3 (p.s.o.) Copa Oro CONCACAF 2009       |                          |
| 47.                      | 26 de julio de 2009      | Giants Stadium, East Rutherford, Nueva Jersey, Estados Unidos | Estados Unidos           | 5–0                      | Copa Oro CONCACAF 2009                    |                          |
| 48.                      | 24 de febrero de 2010    | Candlestick Park, San Francisco, Estados Unidos               | Bolivia                  | 5–0                      | Amistoso                                  |                          |
| 49.                      | 17 de marzo de 2010      | Estadio TSM Corona, Torreón, México                           | Corea del Norte          | 2–1                      | Amistoso                                  |                          |
| 50.                      | 7 de mayo de 2010        | Nueva York, Estados Unidos                                    | Ecuador                  | 0–0                      | Amistoso                                  |                          |
| 51.                      | 10 de mayo de 2010       | Soldier Field, Chicago, Estados Unidos                        | Senegal                  | 1–0                      | Amistoso                                  |                          |
| 52.                      | 13 de mayo de 2010       | Reliant Stadium, Houston, Estados Unidos                      | Angola                   | 1–0                      | Amistoso                                  |                          |
| 53.                      | 16 de mayo de 2010       | Estadio Azteca, Ciudad de México, México                      | Chile                    | 1–0                      | Amistoso                                  |                          |
| 54.                      | 26 de mayo de 2010       | Dreisamstadion, Freiburg, Alemania                            | Países Bajos             | 1–2                      | Amistoso                                  |                          |
| 55.                      | 30 de mayo de 2010       | Hans-Walter Wild Stadion, Bayreuth, Alemania                  | Gambia                   | 5–1                      | Amistoso                                  |                          |
| 56.                      | 3 de junio de 2010       | King Baudouin Stadium, Brussels, Bélgica                      | Italia                   | 2–1                      | Amistoso                                  |                          |

### Goles internacionales
| #  | Fecha                   | Lugar                                        | Oponente  | Marcador | Resultado | Competición            |
| -- | ----------------------- | -------------------------------------------- | --------- | -------- | --------- | ---------------------- |
| 1. | 10 de noviembre de 2004 | Alamodome, San Antonio, Estados Unidos       | Guatemala | 2–0      | 2–0       | Amistoso               |
| 2. | 13 de julio de 2005     | Reliant Stadium, Houston, Estados Unidos     | Jamaica   | 1–0      | 1–0       | Copa Oro CONCACAF 2005 |
| 3. | 10 de mayo de 2010      | Soldier Field, Chicago, Estados Unidos       | Senegal   | 1–0      | 1–0       | Amistoso               |
| 4. | 16 de mayo de 2010      | Estadio Azteca, Ciudad de México, México     | Chile     | 1–0      | 1–0       | Amistoso               |
| 5. | 30 de mayo de 2010      | Hans-Walter Wild Stadion, Bayreuth, Alemania | Gambia    | 5–1      | 5–1       | Amistoso               |
| 6. | 3 de junio de 2010      | King Baudouin Stadium, Brussels, Bélgica     | Italia    | 2–0      | 2–1       | Amistoso               |

## Palmarés

### Campeonatos nacionales
| Título          | Club             | País           | Año  |
| --------------- | ---------------- | -------------- | ---- |
| Torneo Apertura | C.D. Guadalajara | México         | 2006 |
| InterLiga       | C.D. Guadalajara | Estados Unidos | 2009 |

### Campeonatos internacionales
| Título                               | Club                          | País           | Año  |
| ------------------------------------ | ----------------------------- | -------------- | ---- |
| Juegos Centroamericanos y del Caribe | Selección de fútbol de México | San Salvador   | 2002 |
| Juegos Panamericanos                 | Selección de fútbol de México | Santo Domingo  | 2003 |
| Copa Oro CONCACAF                    | Selección mexicana            | Estados Unidos | 2009 |